# Populus
Populus (L.) é um gênero  ao qual pertencem cerca de 40  espécies arbóreas ou arbustivas da família Salicaceae (à qual também pertence o salgueiro), vulgarmente conhecidas como choupos ou álamos. O gênero surgiu no período Cretáceo Inferior, alcançando maior expressão no Terciário. 

## Descrição
Trata-se de espécies características das florestas boreais, mas também são encontradas em regiões mais temperadas, geralmente  ao longo de rios ou em áreas pantanosas. As folhas são alternas e caducas e,  nalgumas espécies, tornam-se amarelas antes de caírem. São  espécies dioicas: as flores masculinas e femininas nascem em indivíduos separados.
Essas árvores têm um sistema radicular invasivo, não devendo ser plantadas perto de casas ou canalizações, uma vez que podem causar fraturas, na sua busca de água. As raízes muitas vezes dão origem a novas árvores e, por essa razão, essas espécies podem sobreviver a incêndios. Uma delas (Populus trichocarpa) foi a primeira árvore cujo genoma foi completamente sequenciado. 93 dos 45.500 genes identificados foram associados pelos cientistas à produção de celulose e à lenhina.

## Classificação do gênero
| Sistema | Classificação                   | Referência               |
| ------- | ------------------------------- | ------------------------ |
| Linné   | Classe Dioecia, ordem Octandria | Species plantarum (1753) |

## Principais espécies e sua distribuição
- Populus secção Populus – região circumpolar subárctica, regiões de  clima temperado a frio e nas montanhas a sul:
  - Populus adenopoda (choupo-chinês) – leste da Ásia.
  - Populus alba (choupo-branco) - sul da Europa até à Ásia Central.
    - Populus × canescens (híbrido de P. alba x P. tremula)

  - Populus davidiana – leste da Ásia.
  - Populus grandidentata – leste da América do Norte.
  - Populus sieboldii (choupo-japonês) - leste da Ásia.
  - Populus tremula – Europa e norte da Ásia.
  - Populus tremuloides – América do Norte.

- Populus secção Aegiros – América do Norte, Europa, oeste da Ásia; climas temperados:
  - Populus deltoides – leste da América do Norte.
  - Populus fremontii – oeste da América do Norte.
  - Populus nigra (choupo-negro) – Europa.
    - Populus x canadensis (híbrido de P. nigra x P. deltoides)

- Populus secção Tacamahaca – América do Norte, Ásia;  regiões de clima temperado a frio:
  - Populus angustifolia – centro da América do Norte.
  - Populus balsamifera (Choupo-do-Ontário) – norte da América do Norte.
  - Populus cathayana – nordeste da Ásia.
  - Populus koreana – nordeste da Ásia.
  - Populus laurifolia – Ásia central.
  - Populus maximowiczii – nordeste da Ásia.
  - Populus simonii – nordeste da Ásia.
  - Populus szechuanica – nordeste da Ásia.
  - Populus trichocarpa – oeste da América do Norte.
  - Populus tristis – nordeste da Ásia.
  - Populus ussuriensis  – nordeste da Ásia.
  - Populus yunnanensis – leste da Ásia.

- Populus secção Leucoides  – leste da América do Norte, leste da Ásia; clima temperado a quente:
  - Populus heterophylla (choupo-dos-pântanos) – sudeste da América do Norte.
  - Populus lasiocarpa – leste da Ásia.
  - Populus wilsonii – leste da Ásia.

- Populus secção Turanga – (choupos subtropicais) - sudeste da Ásia, África oriental;  clima subtropical a tropical:
  - Populus euphratica (choupo-do-Eufrates) – Sudoeste da Ásia.
  - Populus ilicifolia (choupo-do-rio Tana) – África oriental.

- Populus secção Abaso – (choupos mexicanos) - México; clima subtropical a tropical:
  - Populus guzmanantlensis – México.
  - Populus mexicana (choupo-do-México) – México.

1. ↑  «choupo | Infopédia»
2. ↑  «álamo | Infopédia»